# Хостјовце (Кошице-околина)
Хостјовце (слч. Hosťovce) насељено је мјесто са административним статусом сеоске општине (слч. obec) у округу Кошице-околина, у Кошичком крају, Словачка Република.

## Становништво
| Година:    | 1994. | 2004.    | 2014.   | 2024. |
| ---------- | ----- | -------- | ------- | ----- |
| Број људи: | 220   | 191      | 200     | 218   |
| Разлика:   |       | -13,18 % | +4,71 % | +9 %  |

| Година:    | 2023. | 2024.   |
| ---------- | ----- | ------- |
| Број људи: | 208   | 218     |
| Разлика:   |       | +4,80 % |

Према подацима о броју становника из 2011. године насеље је имало 199 становника.